# Воднева заправна станція

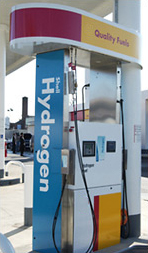

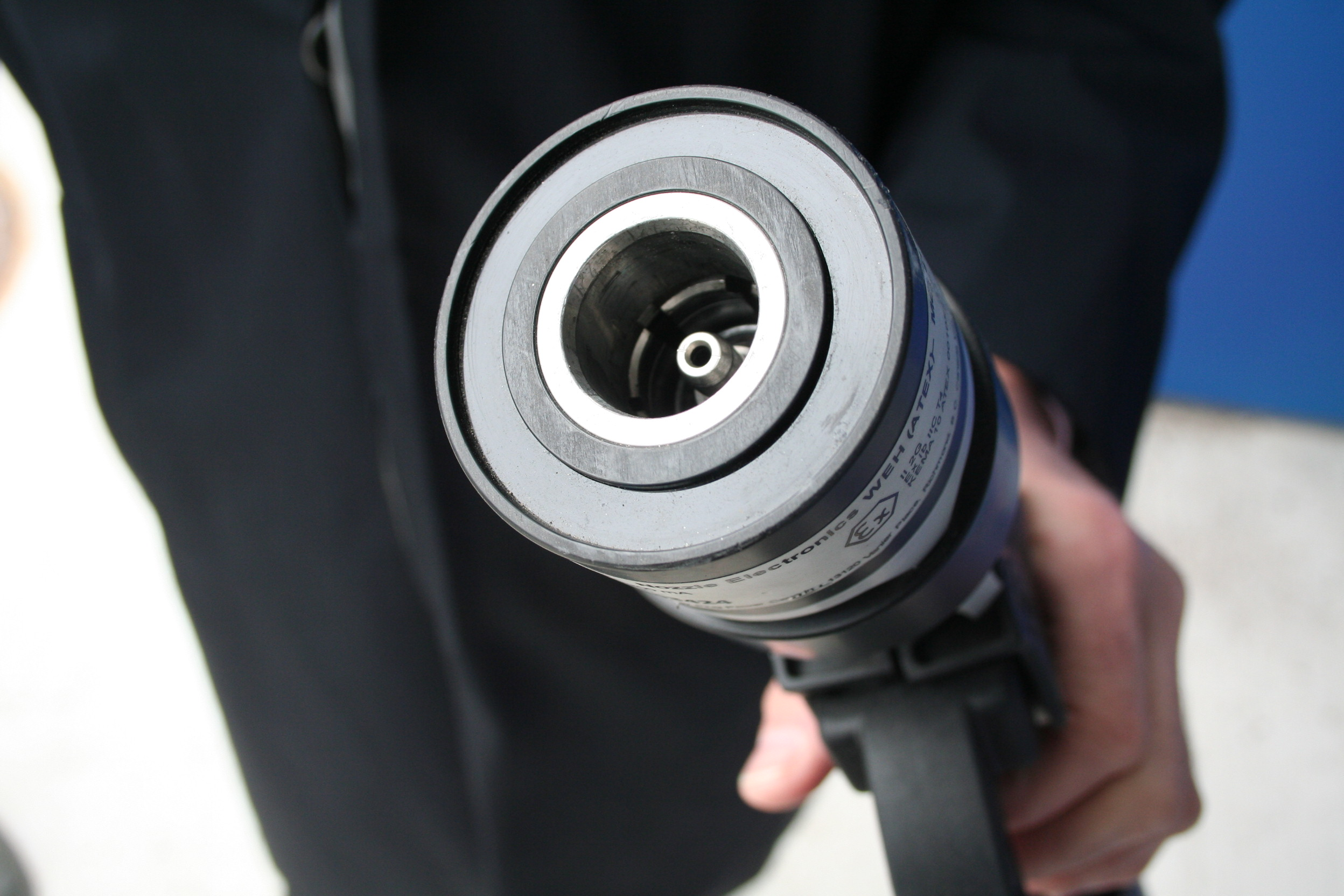

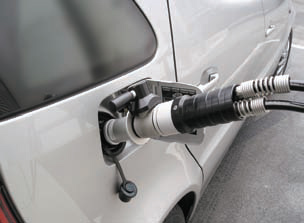

Воднева заправна станція — обладнання для заправки воднем або HCNG (сумішшю стисненого природного газу та водню) водневого транспорту на шосе або вдома. Паливо, зазвичай, відпускається в кілограмах.

## Типи заправних станцій
Водневі заправні станції можна розділити на три типи:
- Мобільні
- Стаціонарні
- Домашні

Мобільні станції призначені для заправки техніки в місцях, де немає якоїсь іншої водневої інфраструктури. Наприклад, військової техніки, виставкових зразків і т. д.

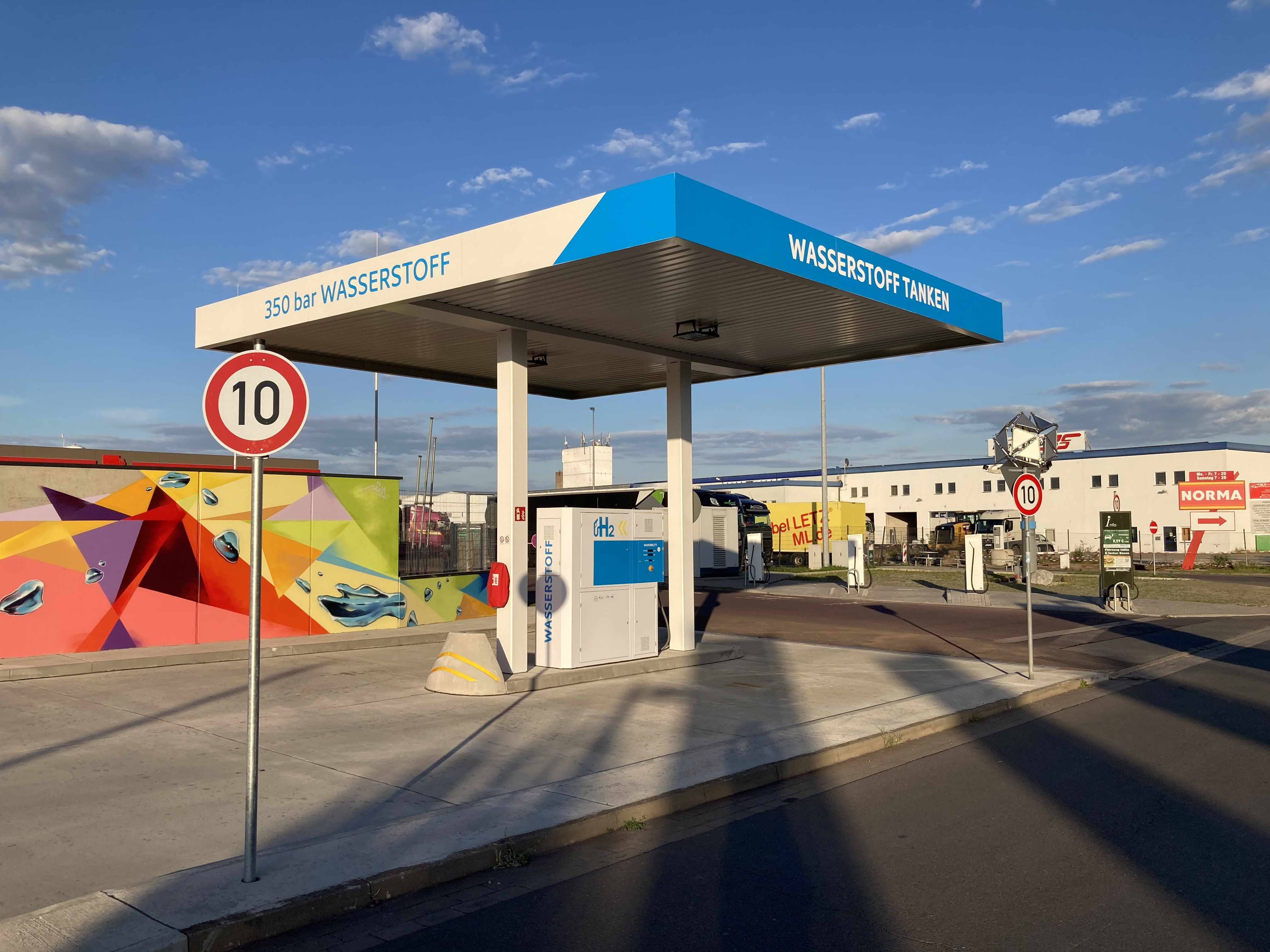
Воднева заправна станція (Магдебург)

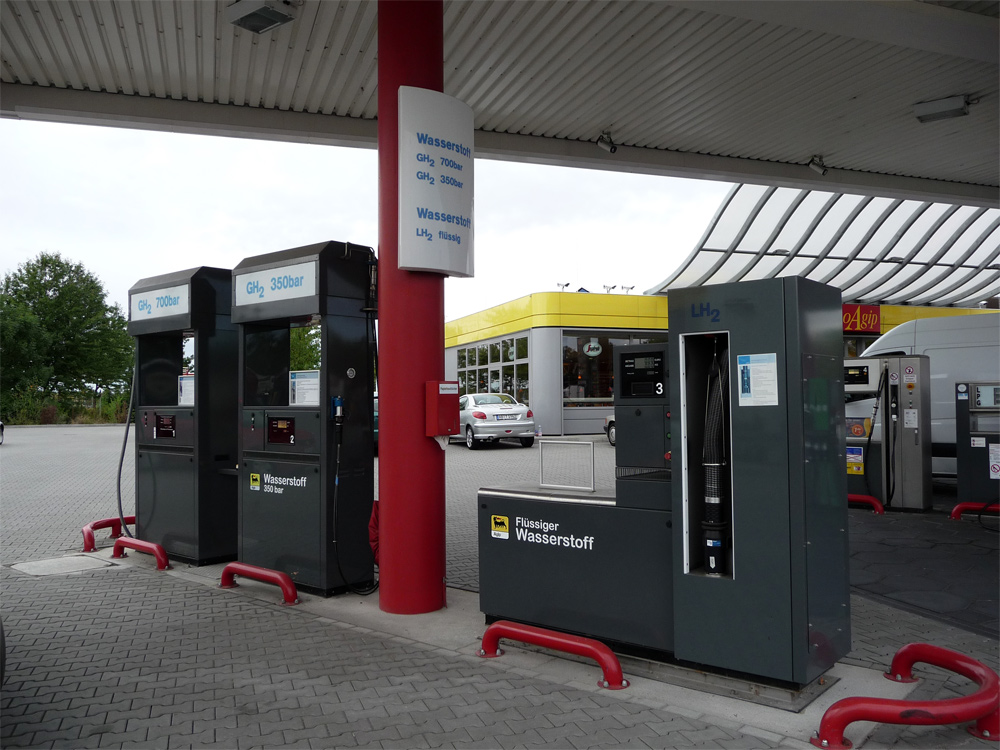
Воднева заправна станція біля Франкфурту

Стаціонарні станції призначені для продажі водню, виготовленого на самій станції, або ж в іншому місці. Деякі з них розташовуються на хімічних виробництвах, де виробляють водень, чи отримують в вигляді побічного продукту основного виробництва.
Домашні заправні станції створюються як вирішення проблеми відсутності водневої інфраструктури. Вони можуть виробляти 200—1000 кг водню на рік, що достатньо для заправки 1-5 автомобілів на добу. Водень може вироблятися електролізом води в нічний час, це дозволить згладити пік споживання електроенергії.
Honda випробовує свою побутову установку під назвою Домашня енергетична станція Honda. Установка в побутових умовах виробляє водень з природного газу. Частина водню використовується в паливних елементах для виробництва теплової та електричної енергії для домогосподарства. Решта водню іде на заправку автомобіля.
Аналогічні розробки ведуться:
- Toyota спільно з Aisin Seiki Co. починаючи з 2001 року. Початок продажів заплановано на 2008 рік. Домашня система Toyota отримує водень з природного газу, скрапленого нафтового газу, або гасу. Toyota прогнозує, що ціна домашньої енергетичної установки буде в районі $4100.
- General Motors розробляє домашню систему для заправки водневих автомобілів. GM сподівається, що домашні заправні станції надійдуть в продаж в 2011 році, коли почнеться постачання автомобілів на водневих паливних елементах.

Британська компанія ITM Power Plc [Архівовано 3 грудня 2019 у Wayback Machine.] розробила та випробувала в 2007 році побутовий електролізер для виробництва водню. Водень виробляється вночі, що дозволяє згладити піки споживання електроенергії. Електролізер потужністю 10 кВт виробляє з води водень, і зберігає його під тиском 75 бар. Виробленого водню достатньо для 40 км пробігу біпаливного (водень/бензин) Ford Focus. Компанія планує почати виробництво побутових електролізерів на початку 2008 року. ITM Power досягнула рівня собівартості електролізерів $164 за 1 кВт.

## Паливо
Переважна частина водневих заправних станцій продає газоподібний водень.
Із загальної кількості заправних станцій, побудованих 2004—2005 роках, усього 8 % працюють з рідким воднем, решта газоподібним.
Ставку на рідкий водень зробила BMW. Її двопаливний (водень/бензин) BMW Hydrogen 7 працює на рідкому водні.
Голова ради директорів і головний керівник General Motors Рік Вагонер (Rick Wagoner) також вважає рідкий водень більш перспективним. General Motors на свій прототип HydroGen3 (Opel Zafira) установлює два баки: один для газоподібного водню, інший для рідкого.

## Час заправки
Сучасне обладнання дозволяє заправляти транспорт воднем за 3 (складський навантажувач) — 5 (легковий автомобіль) хвилин, що зіставно з часом заправки бензинового транспорту.
Компанія Linde AG розробила технологію заправки автомобіля воднем за три хвилини.

## Розповсюдження та мережа
На кінець 2006 року в світі функціонувало більше 140 стаціонарних водневих автомобільних заправних станцій. З яких 46 % було сконцентровано в Північній Америці (США + Канада). На кінець 2008 року кількість заправних станцій виросло до 175. Планувалось будівництво 108 заправних станцій.
Станом на листопад 2017 із країн Східної і Центральної Європи одна така станція є в Чехії і ще одну заплановано збудувати в Латвії. У той же час у всьому світі таких станцій нараховується 803 шт.

## Розміри стаціонарних заправних станцій
Заправні станції можна умовно розділити по розмірам:
- Малі — виробництво до 20 кг водню на день — заправка до 10 легкових автомобілів на день;
- Середні — виробництво 50-1250 кг водню на день — заправка до 250 легкових автомобілів або до 25 автобусів на день;
- Промислові –виробництво 2500 кг водню на день (і більше) –заправка до 500 легкових автомобілів або до 50 автобусі на день.

Малі и середні заправні станції можуть самостійно виробляти водень як електролізом води, так і риформінгом вуглеводнів .
В США вартість водню, виготовленого електролізом води на заправній станції середнього розміру, складається на 58 % із вартості електроенергії і на 32 % із капітальних затрат. У малої заправної станції до вартості водню на долю капітальних затрат приходиться 55 %, а на долю електроенергії 35 %. Дані за 2005 рік.
Водень може вироблятися із використанням відновлювальних джерел енергії, наприклад, вітру.

### Споживання водню
National Renewable Energy Laboratory (США) в своїх розрахунках використовує середню дальність пробігу легкового автомобіля 12000 миль на рік (19200 км), Споживання водню — 1 кг на пробіг 60 миль (96 км). Тобто одному легковому автомобілю на рік треба 200 кг водню, або 0,55 кг на день.

## Основні елементи водневої заправної станції
- риформер, або електролізер;
- система очищення водню;
- система зберігання водню;
- компресор (для газоподібного водню);
- диспенсер для роздачі водню кінцевим споживачам.

## Виноски
1. ↑  LA gas station gets hydrogen fuel pump. Архів оригіналу за 24 жовтня 2012. Процитовано 28 жовтня 2012.
2. ↑  to Speed up Hydrogen Refuelling in North America[недоступне посилання з квітня 2019]
3. ↑  Fifteen New Hydrogen Refuelling Stations in 2008, Worldwide. Архів оригіналу за 6 грудня 2011. Процитовано 28 жовтня 2012.
4. ↑  Neratovice Veolia Transport. Архів оригіналу за 1 грудня 2017. Процитовано 24 листопада 2017.
5. ↑  Hydrogen Refuelling Stations Worldwide. Архів оригіналу за 18 червня 2017. Процитовано 24 листопада 2017.